# Top Channel
Top Channel – albańska komercyjna stacja telewizyjna. Po raz pierwszy stacja wystartowała 30 lipca 2001 roku. Siedziba stacji znajduje się w Tiranie. Od września 2003 Top Channel nadawana jest satelitarnie w całej Europie poprzez DigitAlb i Ameryce Północnej przez Home2US. W 2006 roku oglądalność stacji wynosiła 60%, zaś w 2008 roku 50%. Jest najchętniej oglądaną stacją telewizyjną przez Albańczyków.

## Programy
Top Channel ma wiele popularnych programów rozrywkowych i seriali.

### Programy High-Definition
| Oryginalna nazwa | Format       |
| ---------------- | ------------ |
| Portokalli       | Sitcom       |
| Big Brother      | Reality-Show |
| E Diell          | Sunday show  |
| 100 Milionë      | Quiz Show    |

### Albańskie programy telewizyjne
| Oryginalna nazwa         | Format                | Polska wersja             |
| ------------------------ | --------------------- | ------------------------- |
| Fiks Fare                |                       |                           |
| Exclusive                | program śledczy       |                           |
| Shqip                    | sprawy bieżące        |                           |
| E Diell                  | niedzielne show       |                           |
| Pasdite ne Top Channel   | talk show             |                           |
| Top Show                 | talk show             |                           |
| Portokalli               | stand-up comedy       |                           |
| Deja Vu                  | talk show             |                           |
| Top Story                | magazyn polityczny    |                           |
| Newsroom                 | program informacyjny  |                           |
| Wake up                  | poranny program       |                           |
| Select                   | magazyn dla młodzieży |                           |
| Procesi Sportiv          | magazyn sportowy      |                           |
| Big Brother              | reality show          | Big Brother               |
| Albanians Got Talent     | talent show           | Mam talent                |
| Albania's Next Top Model | reality show          | Top model. Zostań modelką |

### Programy zagraniczne
| Oryginalna nazwa                 | Polska wersja            | Albańska nazwa                  | Pochodzenie       |
| -------------------------------- | ------------------------ | ------------------------------- | ----------------- |
| Smallville                       | Tajemnice Smallville     | Smallville                      | Stany Zjednoczone |
| The Sopranos                     | Rodzina Soprano          | Sopranot                        | Stany Zjednoczone |
| Friends                          | Przyjaciele              | Friends                         | Stany Zjednoczone |
| 24                               | 24 godziny               | 24 Orë                          | Stany Zjednoczone |
| Lost                             | Zagubieni                | Të humbur                       | Stany Zjednoczone |
| Desperate Housewives             | Gotowe na wszystko       | Shtëpiake të dëshpëruara        | Stany Zjednoczone |
| El rostro de Analia              | Twarz Analiji            | Fytyra e Analias                | Stany Zjednoczone |
| Ghosts                           | –                        | Fantazmat                       | Stany Zjednoczone |
| SpongeBob SquarePants            | SpongeBob Kanciastoporty | SpongeBob SquarePants           | Stany Zjednoczone |
| Teenage Mutant Ninja Turtles     | Wojownicze Żółwie Ninja  | Breshkat Adoleshente Ninxha     | Stany Zjednoczone |
| Centovetrine                     | –                        | 100 Vitrinat                    | Włochy            |
| Squadra Antimafia-Palermo oggi 1 | –                        | Skuadra antimafia-Palermo sot 1 | Włochy            |
| Attacco Allo Stato               | –                        | Shënjestër Politike             | Włochy            |
| Paraiso Tropical                 | –                        | Parajsë tropikale               | Brazylia          |
| Footballers' Wives               | Żony piłkarzy            | Gratë e Futbollistëve           | Wielka Brytania   |